# Iskandarnāma
Iskandarname oder Iskandarnāma bzw. Eskandar-Nama (auch Iskandar-nāme; persisch اسکندرنامه, ‚Das Alexanderbuch‘) ist ein mittelalterlicher persischer Alexanderroman des Dichters Nezāmi (gestorben 1209). Es handelt sich um eine persisch-muslimische Interpretation der bekannten Alexanderlegende mit weiteren legendenhaften Ausschmückungen, aber auch mit formalen Neuerungen des Verfassers. Das Werk ist in zwei Teile geteilt: Scharaf-nāma (persisch شرف نامه, DMG šaraf-nāma, ‚Das Buch von der Ehre‘) und Iqbāl-nāma (اقبال نامه, ‚Das Buch vom glücklichen Schicksal‘).
Im ersten Teil erscheint Alexander der Große als der bekannte Welteneroberer, der König von Iran wird und Arabien unterwirft. Alexander erobert Indien, und sogar der chinesische Herrscher unterwirft sich ihm. Die Rückreise führt ihn durch das Land der Rus, die er militärisch niederwirft. Alexander erreicht schließlich Rūm (Römisches Reich), womit der erste Teil endet.
Im zweiten Teil tritt Alexander als Prophet auf, wobei vor allem mündlich überlieferte Erzählungen in den Stoff Nezāmis einfließen. Alexander führt Gespräche mit Philosophen (unter anderem Sokrates, Platon, Aristoteles, Apollonios von Tyana), ist ein Förderer der Kultur und wird schließlich von Gott zum Propheten berufen. Er bereist die Welt, sucht am Nordpol das „Wasser des Lebens“, fliegt zum Mond und bekehrt zahlreiche „Heiden“ zum Monotheismus (den Zoroastrismus bekämpft er hingegen), bevor er nach Rūm zurückkehrt.
Die maßgebliche Edition wurde 1964 von Iradsch Afschār herausgegeben.

## Übersetzungen
- Johann Christoph Bürgel (Übers.): Das Alexanderbuch. Iskandarname. Zürich 1991.
- Minoo S. Southgate (Übers.): Iskandarnamah. A Persian Medieval Alexander-Romance. Columbia University Press, New York 1978, ISBN 0-231-04416-X.